# Deutsche Botschaft Athen
Die Deutsche Botschaft Athen ist die Diplomatische Vertretung der Bundesrepublik Deutschland in der Republik Griechenland.

## Lage und Gebäude
Die Botschaft befindet sich im Stadtviertel Kolonaki im Zentrum der griechischen Hauptstadt Athen. Unweit entfernt liegen die Vertretungen von Luxemburg und Österreich. Die Akropolis ist nur knapp 2 km westlich zu finden. Die Straßenadresse lautet: Karaoli & Dimitriou 3 (Ecke Loukianou), 106 75 Athen - Kolonaki.
Zum gut einen Kilometer westlich gelegenen Außenministerium gelangt man in wenigen Minuten. Der Flughafen Athen-Eleftherios Venizelos liegt rund 30 km östlich und eine Fahrtzeit von einer guten Dreiviertelstunde wird in der Regel benötigt.
Nach einem schweren Erdbeben im Jahr 1981 wurden die vorhandenen Bauten der Botschaft abgetragen. Nach Plänen der damaligen Bundesbaudirektion wurde ein Neubau errichtet, der im Oktober 1993 bezogen wurde. Als Kunst am Bau wurde am Kanzleigebäude Karl Schlammingers „Chronoskulptur“ aus dem Jahr 1993 installiert.

## Auftrag und Organisation
Die Deutsche Botschaft Athen hat den Auftrag, die deutsch-griechischen Beziehungen zu pflegen, die deutschen Interessen gegenüber der Regierung von Griechenland zu vertreten und die Bundesregierung über Entwicklungen in Griechenland zu unterrichten.
Die Botschaft gliedert sich in die Referate für Politik, Wirtschaft, Finanzen, Arbeit, Gesundheit und Soziales, Kultur sowie Presse und Öffentlichkeitsarbeit. Es besteht ferner ein Militärattachéstab. Das Referat für Rechts- und Konsularaufgaben der Botschaft bietet deutschen Staatsangehörigen alle konsularischen Dienstleistungen an und bietet Hilfe in Notfällen an. Hierzu besteht auch ein telefonischer Rufbereitschaftsdienst. Der konsularische Amtsbezirk der Botschaft umfasst: Attika, die Ionischen Inseln, Kreta, Mittelgriechenland, Nördliche Ägäis, Peloponnes, Südliche Ägäis und Westgriechenland.
In Thessaloniki besteht ein Generalkonsulat, das folgenden konsularischen Amtsbezirk betreut: Epirus, Ostmakedonien und Thrakien, Thessalien, Westmakedonien, Zentralmakedonien.
Visa für Antragsteller aus Drittländern werden nur in der Botschaft Athen ausgestellt.
Honorarkonsuln der Bundesrepublik Deutschland sind in Chania (Kreta), Igoumenitsa, Iraklion (Kreta), Komotini, Korfu, Patras, Samos und Volos bestellt und ansässig.

## Geschichte

### Botschaft der Bundesrepublik Deutschland
Die Bundesrepublik Deutschland eröffnete am 7. Dezember 1950 in Athen ein Generalkonsulat, das am 12. Juli 1951 in eine Botschaft umgewandelt wurde.

### Vertretung der DDR
Die DDR unterhielt seit 1955 eine Kammervertretung (Kammer für Außenhandel), die von einem Handelsrat geleitet wurde. Nach Aufnahme der diplomatischen Beziehungen am 25. Mai 1973 eröffnete die DDR eine Botschaft, die im Jahr 1990 mit dem Beitritt der DDR zur Bundesrepublik Deutschland geschlossen wurde.

### Rückblick
Die Geschichte der diplomatischen Beziehungen zwischen Deutschland und dem modernen Griechenland begann noch vor der Gründung des Deutschen Reiches. Durch ein besonderes Verhältnis zu Bayern in der Regierungszeit König Ottos sowie der preußischen Gesandtschaft in der Akademias-Straße 23, dem heutigen Sitz des Verbands der Auslandspresse gab es bereits Vertretungen in Athen. Die erste Vertretung Deutschlands in Griechenland war die Preußische Gesandtschaft, welche mit Gründung des Deutschen Reiches 1871 die Deutsche Botschaft Athen wurde. 1917 wurde ein weiteres Gebäude zwecks zukünftiger Nutzung an der Akademias Nr. 19 gebaut und vermietet (nach der kriegsbedingten Enteignung wurde das Gebäude 1955 zurückgegeben und an eine Bank verkauft). 1924 wurde das Botschaftsgebäude (heute Sitz der American Women´s Organization of Greece) verkauft und man zog in ein Mietshaus an repräsentativer Lage an der Leoforos Vasilissis Sofias Nr. 4. wegen Platzbedarf mussten jedoch bald weitere Stockwerke hinzugemietet werden, 1940 folgten weitere im Nachbarhaus.
Kriegsbedingt wurden 1945 die diplomatischen Beziehungen unterbrochen. Griechenland hatte 1950 eine Botschaft in Bonn eröffnet, die Bundesrepublik folgte 1951 mit einer Botschaft in Athen. Griechenland war somit eines von zwölf Ländern, mit denen die Bundesrepublik diplomatische Beziehungen begann. Die angemieteten Räume in der Isiodou Str. Nr. 22 wurden mehrmals erweitert, 1959 folgte der Umzug an die Adresse Loukianou, Ecke Karaoli Dimitriou. Das Gebäude wurde vom Bund 1969 gekauft.